# Ekstraliga polska w rugby union (2015/2016)
Ekstraliga polska w rugby union (2015/2016) – sześćdziesiąty sezon najwyższej klasy rozgrywek klubowych rugby union drużyn piętnastoosobowych mężczyzn w Polsce. Tytuł mistrza Polski zdobyła drużyna Budowlani SA Łódź, która w finale pokonała Lechię Gdańsk. Trzecie miejsce zajęło Ogniwo Sopot.

## System rozgrywek
Sezon 2015/2016 rozegrano w trzech fazach. W pierwszej wszystkie osie drużyn rozgrywało spotkania każdy z każdym, mecz i rewanż. Ustalona na tej podstawie tabela ligi służyła podziałowi ekip w drugiej fazie na dwie grupy, liczące cztery drużyny każda. Cztery najlepsze zespoły z pierwszej fazy miały grać o miejsca 1–4 i mistrzostwo Polski, natomiast cztery słabsze o miejsca 5–8 i utrzymanie w Ekstralidze. Rywalizacja w grupach toczyła się ponownie systemem każdy z każdym, mecz i rewanż, przy czym w klasyfikacji uwzględniano połowę punktów zdobytych z pierwszej fazie. Ostatnią fazą były finały – mecz o mistrzostwo Polski rozgrywany między pierwszą i drugą drużyną silniejszej grupy i mecz o brązowy medal rozgrywany między trzecią i czwartą drużyną tej grupy. Z kolei najniżej sklasyfikowana drużyna słabszej grypy miała spaść do I ligi. Czas trwania sezonu zaplanowano od 22 sierpnia 2015 do 19 czerwca 2016.
Za zwycięstwo drużyna otrzymywała 4 punkty, za remis 2 punkty, a za porażkę 0 punktów. Ponadto mogła otrzymać w każdym meczu 1 punkt bonusowy – za zdobycie co najmniej 4 przyłożeń lub za porażkę nie więcej niż siedmioma punktami. Walkower oznaczał wynik 25:0 oraz przyznanie zwycięskiej drużynie 5 punktów, a przegranej odjęcie 1 punktu. W przypadku równej ilości punktów w tabeli ligowej, o klasyfikacji drużyn decydowały kolejno: bilans bezpośrednich spotkań, korzystniejszy bilans małych punktów, większa liczba zdobytych małych punktów, mniejsza liczba wykluczeń, mniejsza liczba wykluczeń upomnień i losowanie. W fazie finałowej w przypadku remisu miała być zorganizowana dogrywka, a jeśli ta nie przyniesie rozstrzygnięcia, miał decydować konkurs kopów na bramkę.

## Uczestnicy rozgrywek
Do rozgrywek w sezonie 2015/2016 przystąpiło 8 drużyn. Miały nimi być siedem najlepszych drużyn Ekstraligi oraz mistrz I ligi poprzedniego sezonu. Jednak ponieważ siódma w poprzednim sezonie Juvenię Kraków zrezygnowała z gry w Ekstralidze z powodów finansowych, a do przewidzianego w takiej sytuacji barażu pomiędzy ósmą w tabeli Posnanią Poznań i drugą drużyną I ligi Budowlanymi Lublin nie doszło, Posnania pozostała w Ekstralidze. Miejsce Juvenii zajął mistrz I ligi poprzedniego sezonu, Skra Warszawa. W ciągu sezonu, po rundzie jesiennej Posnania wycofała się z rozgrywek z powodu problemów kadrowych i finansowych.
Uczestnicy rozgrywek:
| Drużyna           | Lokata w poprzednim sezonie |
| ----------------- | --------------------------- |
| Arka Gdynia       | 1 w Ekstralidze             |
| Budowlani SA Łódź | 2 w Ekstralidze             |
| Lechia Gdańsk     | 3 w Ekstralidze             |
| Ogniwo Sopot      | 4 w Ekstralidze             |
| Pogoń Siedlce     | 5 w Ekstralidze             |
| Orkan Sochaczew   | 6 w Ekstralidze             |
| Posnania Poznań   | 8 w Ekstralidze             |
| Skra Warszawa     | 1 w I lidze                 |

## Pierwsza faza
Wyniki spotkań:
|                   | Arka Gdynia | Budowlani SA Łódź | Lechia Gdańsk | Ogniwo Sopot | Pogoń Siedlce | Orkan Sochaczew | Posnania Poznań | Skra Warszawa |
| Arka Gdynia       | –           | 34:10             | 44:19         | 47:12        | 15:12         | 124:7           | 60:5            | 53:7          |
| Budowlani SA Łódź | 15:46       | –                 | 20:30         | 18:6         | 25:14         | 88:3            | 30:17           | 48:5          |
| Lechia Gdańsk     | 13:9        | 16:22             | –             | 50:7         | 52:14         | 56:18           | 76:7            | 80:5          |
| Ogniwo Sopot      | 32:21       | 34:20             | 10:49         | –            | 23:21         | 36:18           | 35:18           | 36:19         |
| Pogoń Siedlce     | 19:34       | 12:15             | 22:25         | 22:17        | –             | 59:17           | 57:0            | 55:7          |
| Orkan Sochaczew   | 13:11       | 9:24              | 5:60          | 12:30        | 12:41         | –               | 25:0 (wo)       | 23:19         |
| Posnania Poznań   | 8:74        | 7:35              | 0:25 (wo)     | 0:25 wo)     | 14:46         | 25:26           | –               | 46:0          |
| Skra Warszawa     | 12:75       | 12:26             | 19:52         | 15:38        | 17:24         | 22:37           | 25:0 (wo)       | –             |

Tabela (w kolorze zielonym wiersze z drużynami, które awansowały do grupy 1–4, na żółto z drużynami, które zagrają w grupie 5–8):
| Pozycja | Drużyna           | Mecze | Wygrane | Remisy | Porażki | Bilans punktów | Punkty bonusowe | Punkty razem |
| ------- | ----------------- | ----- | ------- | ------ | ------- | -------------- | --------------- | ------------ |
| 1.      | Lechia Gdańsk     | 14    | 12      | 0      | 2       | 603:202        | 12              | 60           |
| 2.      | Arka Gdynia       | 14    | 11      | 0      | 3       | 647:184        | 12              | 56           |
| 3.      | Budowlani SA Łódź | 14    | 10      | 0      | 4       | 396:245        | 7               | 47           |
| 4.      | Ogniwo Sopot      | 14    | 9       | 0      | 5       | 341:330        | 8               | 44           |
| 5.      | Pogoń Siedlce     | 14    | 7       | 0      | 7       | 398:273        | 10              | 38           |
| 6.      | Orkan Sochaczew   | 14    | 5       | 0      | 9       | 225:595        | 2               | 22           |
| 7.      | Skra Warszawa     | 14    | 1       | 0      | 13      | 184:593        | 3               | 7            |
| 8.      | Posnania Poznań   | 14    | 1       | 0      | 13      | 147:519        | 2               | 2            |

## Druga faza

### Grupa 1–4
Wyniki spotkań:
|                   | Lechia Gdańsk | Arka Gdynia | Budowlani SA Łódź | Ogniwo Sopot |
| Lechia Gdańsk     | –             | 49:7        | 7:12              | 52:5         |
| Arka Gdynia       | 19:39         | –           | 0:35              | 20:25        |
| Budowlani SA Łódź | 15:9          | 25:0 (wo)   | –                 | 34:3         |
| Ogniwo Sopot      | 22:15         | 29:25       | 0:39              | –            |

Tabela:
| Pozycja | Drużyna           | Mecze | Wygrane | Remisy | Porażki | Bilans punktów | Punkty bonusowe | Punkty razem |
| ------- | ----------------- | ----- | ------- | ------ | ------- | -------------- | --------------- | ------------ |
| 1.      | Budowlani SA Łódź | 20    | 16      | 0      | 4       | 556:264        | 11/4            | 52           |
| 2.      | Lechia Gdańsk     | 20    | 15      | 0      | 5       | 774:282        | 18/6            | 48           |
| 3.      | Ogniwo Sopot      | 20    | 12      | 0      | 8       | 425:515        | 9/1             | 35           |
| 4.      | Arka Gdynia       | 20    | 11      | 0      | 9       | 718:386        | 14/2            | 29           |

### Grupa 5–8
Wyniki spotkań:
|                 | Pogoń Siedlce | Orkan Sochaczew | Skra Warszawa | Posnania Poznań |
| Pogoń Siedlce   | –             | 82:26           | 78:5          | 25:0 (wo)       |
| Orkan Sochaczew | 20:45         | –               | 41:19         | 25:0 (wo)       |
| Skra Warszawa   | 0:28          | 12:33           | –             | 25:0 (wo)       |
| Posnania Poznań | 0:25 (wo)     | 0:25 (wo)       | 0:25 (wo)     | –               |

Tabela:
| Pozycja | Drużyna         | Mecze | Wygrane | Remisy | Porażki | Bilans punktów | Punkty bonusowe | Punkty razem |
| ------- | --------------- | ----- | ------- | ------ | ------- | -------------- | --------------- | ------------ |
| 1.      | Pogoń Siedlce   | 20    | 13      | 0      | 7       | 681:324        | 16/6            | 49           |
| 2.      | Orkan Sochaczew | 20    | 9       | 0      | 11      | 395:753        | 7/5             | 32           |
| 3.      | Skra Warszawa   | 20    | 3       | 0      | 17      | 270:773        | 5/2             | 14           |
| 4.      | Posnania Poznań | 20    | 1       | 0      | 19      | 147:669        | 2               | -5           |

## Faza finałowa

### Finał
W pierwszej połowie drużyny zdobywały punkty wyłącznie z kopów z rzutów karnych. Skuteczniejszy był kopacz Łodzian Patryk Reksulak i dzięki temu na przerwę jego drużyna schodziła z sześciopunktową przewagą. W drugiej połowie Lechia wyszła na jednopunktowe prowadzenie dzięki przyłożeniu z podwyższeniem, wkrótce jednak ponownie przewagę zdobyli Budowlani po przyłożeniu i kolejnym kopie z rzutu karnego. Losy spotkania ważyły się do ostatniej akcji, jednak błąd graczy Lechii uniemożliwił im doprowadzenie do wyrównania.
Wynik finału:
| 24 czerwca 2016 | Master Pharm Budowlani SA Łódź                      | 17:10(9:3) | RC Lechia Gdańsk                              | Łódź Widzów: ok. 3000 Sędzia: Dariusz Reks |
| 24 czerwca 2016 | Patryk Reksulak 12 (4K), Krystian Pogorzelski 5 (P) | 17:10(9:3) | Igor Olszewski 5 (P), Rafał Janeczko 5 (pd K) | Łódź Widzów: ok. 3000 Sędzia: Dariusz Reks |
| 24 czerwca 2016 | Dariusz Kaniowski                                   | 17:10(9:3) |                                               | Łódź Widzów: ok. 3000 Sędzia: Dariusz Reks |

### Mecz o trzecie miejsce
Po pierwszej połowie prowadzili gospodarze, którzy jako jedyni uzyskali przyłożenie. W drugiej połowie Arka zdołała odrobić tylko trzy z czterech punktów straty i ostatecznie przegrała medal minimalną różnicą punktów.
Wynik meczu o trzecie miejsce:
| 25 czerwca 2016 | MKS Ogniwo Sopot                                         | 10:9(10:6) | RC Arka Gdynia                              | Stadion im. Edwarda Hodury, Sopot Sędzia: Kacper Michałkiewicz |
| 25 czerwca 2016 | Grzegorz Szczepański 5 (P), Wojciech Piotrowicz 5 (pd K) | 10:9(10:6) | Dawid Banaszek 6 (2K), Tomasz Stępień 3 (K) | Stadion im. Edwarda Hodury, Sopot Sędzia: Kacper Michałkiewicz |
| 25 czerwca 2016 | Mateusz Plichta                                          | 10:9(10:6) |                                             | Stadion im. Edwarda Hodury, Sopot Sędzia: Kacper Michałkiewicz |

## Klasyfikacja końcowa
Klasyfikacja końcowa Ekstraligi (na czerwono drużyna spadająca do I ligi):
| Pozycja | Drużyna           |
| ------- | ----------------- |
| 1.      | Budowlani SA Łódź |
| 2.      | Lechia Gdańsk     |
| 3.      | Ogniwo Sopot      |
| 4.      | Arka Gdynia       |
| 5.      | Pogoń Siedlce     |
| 6.      | Orkan Sochaczew   |
| 7.      | Skra Warszawa     |
| 8.      | Posnania Poznań   |

## Statystyki
Najskuteczniejszym graczem Ekstraligi został z dorobkiem 227 punktów gracz Arki Gdynia Dawid Banaszek.

## I i II liga
Równolegle z rozgrywkami Ekstraligi rywalizowały drużyny na dwóch niższych poziomach ligowych: w I i II lidze.
Końcowa klasyfikacja I ligi:
| Poz. | Drużyna                |
| ---- | ---------------------- |
| 1    | Juvenia Kraków         |
| 2    | Budowlani Lublin       |
| 3    | Czarni Pruszcz Gdański |
| 4    | Legia Warszawa         |
| 5    | Rugby Ruda Śląska      |
| 6    | Budowlani Łódź         |

Końcowa klasyfikacja II ligi:
| Poz. | Drużyna                |
| ---- | ---------------------- |
| 1    | Biało-Czarni Nowy Sącz |
| 2    | Arka Rumia             |
| 3    | Alfa Bydgoszcz         |
| 4    | Frogs Warszawa         |
| 5    | Rugby Białystok        |
| 6    | AZS AWF Warszawa       |
| 7    | Wataha Zielona Góra    |
| 8    | Chaos Poznań           |
| 9    | Rugby Wrocław          |

## Inne rozgrywki
W zakończonych w 2016 rozgrywkach w kategoriach młodzieżowych mistrzostwo Polski juniorów zdobyli Budowlani Łódź, a mistrzostwo Polski kadetów Juvenia Kraków.